# Heupfles

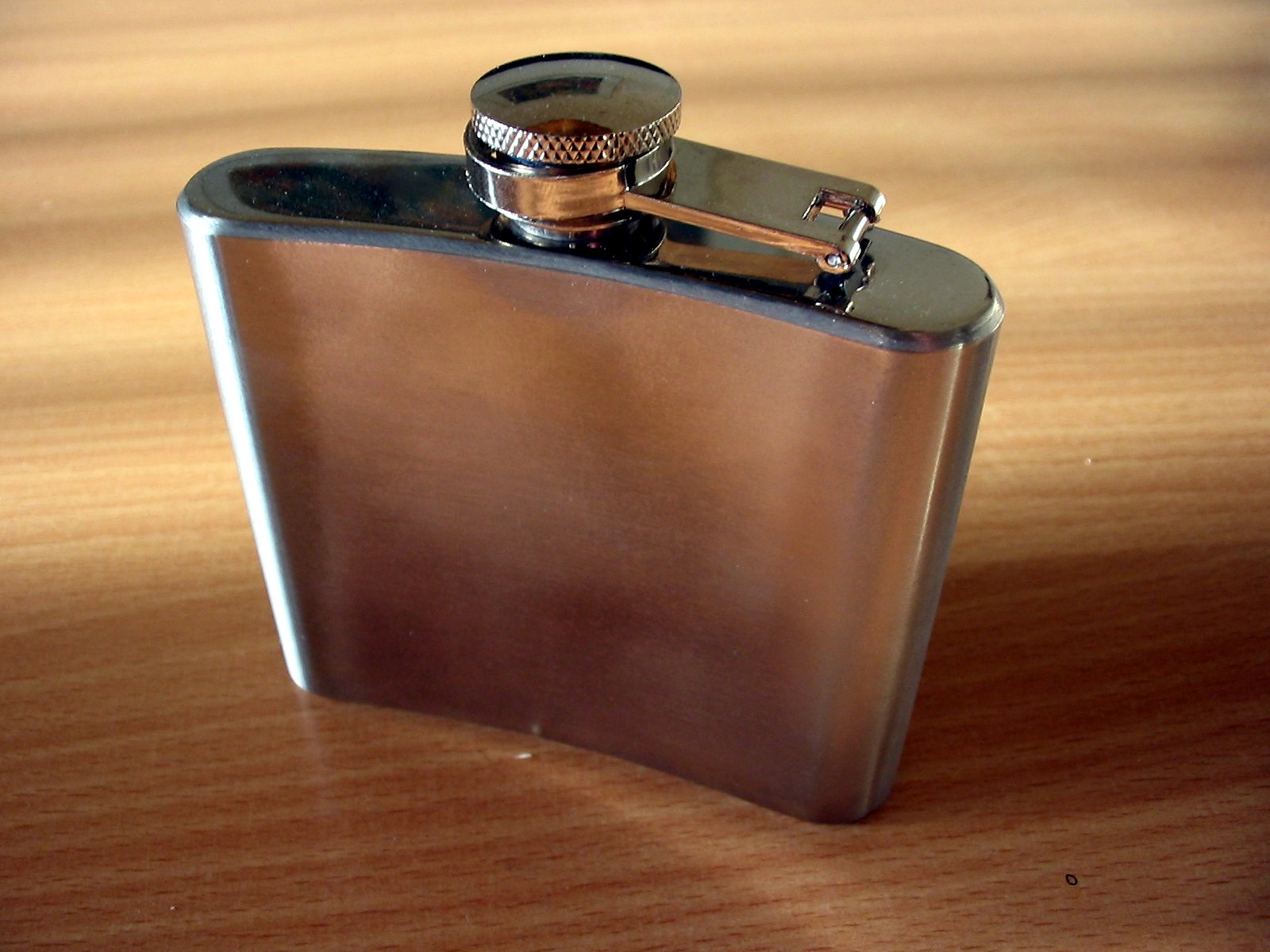
Heupfles.

Heupfles, heupflacon of zakflacon is de algemene benaming voor een afgeplatte fles, vaak met een holle zijde. Een andere benaming is 'platvink'. 

## Uitvoering

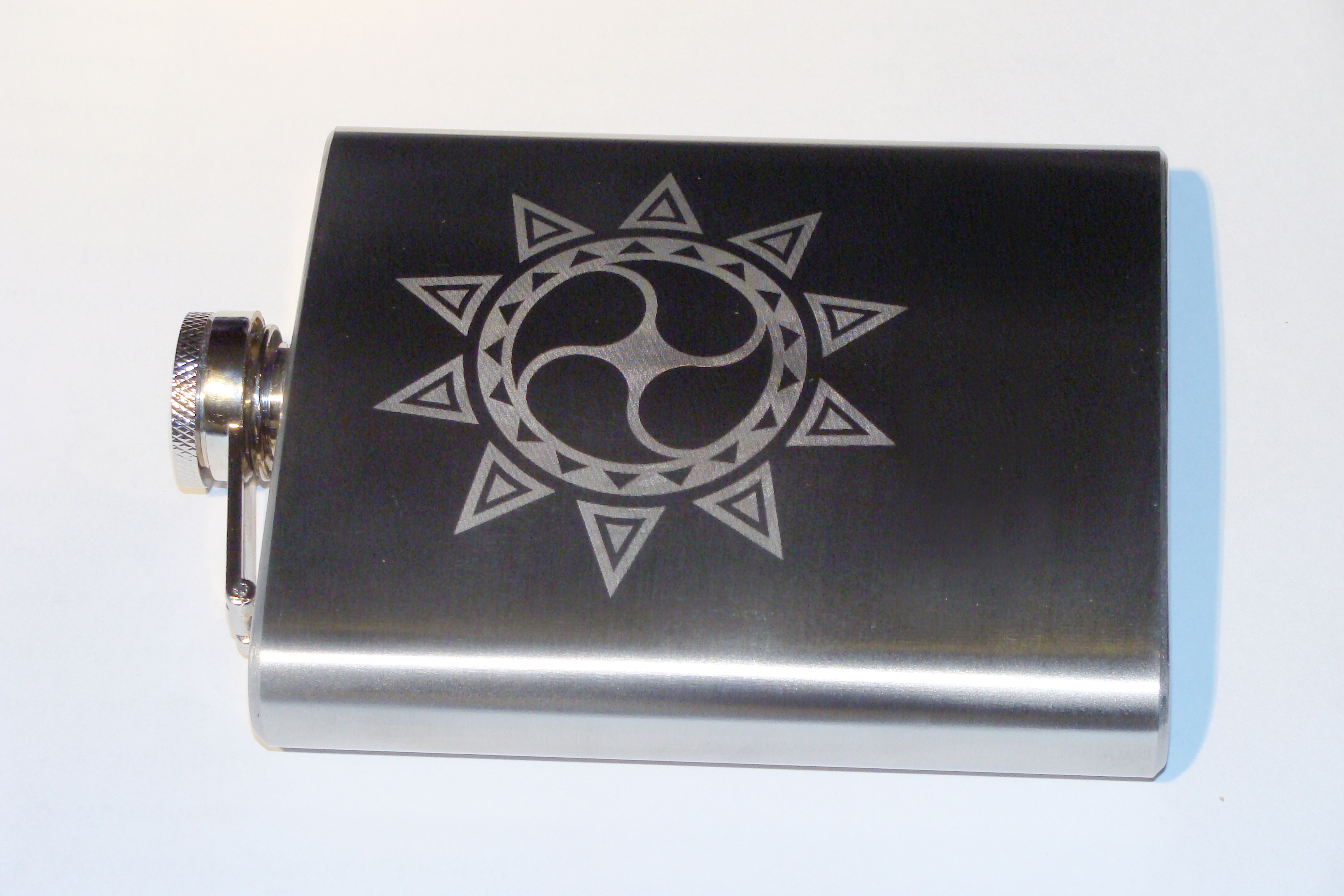
Heupfles.

De vorm van de fles is aangepast aan de vorm van het lichaam, zodat de heupflacon in de zak van een kledingstuk mee kan worden genomen. Veel modellen zijn voorzien van een metalen dop die tevens dienst kan doen als drinkbekertje, vaak zit er nog een aparte schroefdop onder het bekertje. Dit maakt de heupfles geschikt om mee op reis te nemen.
De materialen die worden gebruikt bij het vervaardigen variëren van metalen als zilver en chroom, tot glas in verschillende kleuren. De fles wordt soms bekleed met leder.
In een heupfles past een beperkte hoeveelheid vloeistof. Er zijn flacons met een inhoud van 120 cc, maar ook 180, 210 en 270 cc komen voor.

## Uitstraling
Vanwege de aantrekkelijke vorm en de vaak luxe uitvoering, is zowel de moderne als de antieke heupflacon een verzamelobject. Als relatiegeschenk met een chique uitstraling is de heupflacon bijna tot cliché geworden, maar ook in films zie je de fles vaak opduiken als sfeerverhogend accessoire.

## Geheime gewoonte
De plat-holle vorm maakt de heupfles bij uitstek geschikt om in de binnenzak van een colbert of mantel te verbergen, waardoor de flacon een geliefd object is bij mensen die in het geheim alcoholische drank nuttigen.